# Легитимация
Легитимация („легализация“ на „законна основа“, на латински: legitimus – законен, правомерен) е в политиката и държавното или друго публично управление – обосноваване легитимността на властта.
В правото е форма за удостоверяване личността на гражданина или за удостоверяване властта и правата на представляващия юридическото лице.
В процесуалното право, процесуалната легитимация се разграничава на активна и пасивна за надлежните страни в/по производството.